# みなみかわ
みなみかわ（1982年〈昭和57年〉9月28日 - ）は、日本の男性お笑いタレント、俳優。2004年から2024年5月まで松竹芸能に所属し、2024年6月より個人事務所「合同会社ナンセ」に所属。2005年から2019年まで、お笑いコンビ「ピーマンズスタンダード」のツッコミとして活動。本名は、南川 聡史（みなみかわ さとし）。

## 経歴
小学生時に『ダウンタウンのごっつええ感じ』に熱中し、中学生時は姉の影響で『すんげー!Best10』に熱中。浪速高等学校に入ってからは、男子校のアメフト部というゴリゴリの体育会系の環境に身を置いていた。警察官を目指し、関西大学法学部二部に入学する。大学生活では同級生との交流はなく、暗い気持ちになっていたところに『M-1グランプリ』が始まり、お笑いの良さを再認識する。
2003年10月に作家志望で松竹芸能タレントスクール大阪校に入校するが、作家は募集していなかったことから、2004年1月にピン芸人として初舞台を踏む。その後は芸人になるつもりがなかったためライブ出演を辞めていたが、同時期にコンビを解散した吉田寛に誘われて芸人になることを決意。2005年7月に吉田とのコンビ「ピーマンズスタンダード」を結成する。
吉田が病気でライブに出られなくなり、2時間程でピンネタを作成。「アイヒマンスタンダード」という変名で韓国のバックダンサー「ぺ」に扮したネタであった。このネタがライブで受け、R-1ぐらんぷり2008では準決勝まで進出。そこから『あらびき団』に拾われ、『エンタの神様』にも定期出演するようになった。
2009年に松竹の大阪の劇場が閉館し、大阪の仕事がゼロになり上京。上京後のテレビ出演ではうまく行かず、次第にコンビ仲も悪くなりお互いがお互いに勝てるように違う格闘技を習い始める。その内のひとつであったロシアの軍隊格闘術で、特別な呼吸法を用いて相手の攻撃のダメージをなくす「システマ」が『ざっくりハイタッチ』でフィーチャーされる。以降、先輩芸人やプロ格闘家に本気で叩かれたり蹴られても無表情で「痛くないです」と、答える芸ばかり要求されるようになった。
2019年2月にピーマンズスタンダードを解散し、ピン芸人「みなみかわ」としての活動を開始させる。ピン芸人としての活動も、2、3年やって芽が出なければ辞めようと思っていたため「あ、もう辞めるつもりなんやから何でもありか」と吹っ切れる。自身のYouTubeチャンネルでヒコロヒーと共に『もう二度と松竹を辞める人間を出さないでおこうTV』を開始し、所属事務所の松竹芸能を公然と批判。そんな「腐り芸」が注目され『ゴッドタン』『さんまのお笑い向上委員会』『水曜日のダウンタウン』などのバラエティ番組に呼ばれるようになった。
2024年5月末に松竹芸能を退所し、6月1日より妻が設立した個人事務所「合同会社ナンセ」に所属。松竹の退所に際しては、松竹には根回しをし、妻が会社を立ち上げて独立しようとしていたところ、木本武宏（TKO）の投資トラブル騒動が起き、タイミングが悪いと保留になっていた。

## 人物
- 「松竹を破壊する」と公言する松竹のフィクサー、革命家、腐りテロリスト[16]。表情の読み取りづらい細い目[17]、常人では表現できない目など描写される冷めた目力が特徴的[18][19]。
- 大阪府堺市出身[1]。血液型AB型[20]。身長184cm、体重74kg[20]。深井小学校、浪速高等学校、関西大学法学部二部卒業。既婚。
- 視力は裸眼で1.5。このため、伊達眼鏡である[21]。
- 趣味はシステマ、映画鑑賞、読書[20]。
- システマの他にキックボクシング、クラヴ・マガなどの格闘技を習っていた[22]。
- ネタ作りや企画力の才能があるが、敵を作りやすい[23]。

### エピソード
- ピン芸人小森園ひろしは高校の同級生で、同じアメフト部だった[24]。
- お笑いコンビ「さらば青春の光」の名付け親。森田哲矢から「コンビ名を付けて」と頼まれ、その週に観た映画のタイトルから『さらば青春の光』と『復讐するは我にあり』の候補を出し、消去法で『さらば青春の光』に決まった[25]。なお、選ばれなかった『復讐するは我にあり』は現在スーパー3助（にゃんこスター）とのユニット名に使用されている[26]。
- 木下隆行（TKO）のペットボトル騒動（TKO (お笑いコンビ)#メンバーも参照）の黒幕と言われている。発端となった濱口優（よゐこ）の結婚パーティでは会計係をしており、篠宮暁（当時オジンオズボーン）にその顛末をライブで話してくださいとけしかけたのも、すべてみなみかわだった。大騒動になってからもかばうことなくじっと戦況を見ていたことから、「松竹のフィクサー」の異名がつく[27]。
- フィンランドのスポーツ・モルックのプレイヤー。森田哲矢（さらば青春の光）・カナイ（当時タイーク・金井貴史）と共にチーム「キングオブモルック」を結成。日本代表に選ばれた[28]。2019年8月17・18日に行われた世界大会では、世界14か国から175チーム（約1,000人）が集まる中、チーム戦では1次予選を通過。2次予選は地元フランスの2チームと最強国のフィンランドが同じグループとなる過酷な状況にもかかわらず2位タイまでもつれ込む健闘を見せたが、「モルックアウト対決」（プレーオフ）で敗れ敗退した[29][30][31][32]。個人戦にはみなみかわと森田が出場、それぞれ準々決勝で敗退し、日本最高位となるベスト27入り（280人中）を果たした[33]。2022年11月にはカナイとともに日本モルック協会オフィシャル・モルックアンバサダーに就任している[34]。
- 総合格闘家としての活動も行っており、DDTプロレスリング主催のプロレスイベント『まっする』において総合格闘家の青木真也と3連戦した[35]ほか、『BreakingDown』ではシバターと対戦した[36]。
- 『M-1グランプリ』ではヒコロヒーとのユニット「ヒコロヒーとみなみかわ」として出場し、2019年には3回戦、2020年・2021年には準々決勝に進出した[37]。
- 現在の髪型はスキンヘッド。『アメトーーク!』では「スキンヘッド芸人」の企画を発案し、2024年4月18日に放送された。頭皮のケアを大切にしており、毎日30分かかるという手入れの一部始終の映像が同番組で放送された[38]。高級品であるFEATHERの1枚刃カミソリを愛用している[39]。
- 2024年6月12日ラヴィット!の企画「食わず嫌い王」にてセロリを食べたところ涙目になり、相手チームからは1回目で正解を当てられてしまった[40]。

### 妻
名前は雅代 。合同会社ナンセ代表。109のジュエリー店の元・販売店員、みなみかわと出会った当時はギャルであった。浪費家。モデルの梨花に憧れ、ハワイアンな生活を目指し、世田谷区や目黒区でドッグカフェを開く事が夢である。その反面、「阿佐ヶ谷の太田光代」になるのが目標だという。雅代がテレビで観たみなみかわに一目惚れし、mixiでDM （ダイレクトメッセージ）を送った事で知り合う。2012年に入籍。
2021年9月にバラエティ番組『ゴッドタン』（テレビ東京系）に、11月に『さんまのお笑い向上委員会』（フジテレビ系）に立て続けにみなみかわが出演し、テレビ番組で大悟（千鳥）が「来年（2022年）はみなみかわが来る。」と発言した事で「売れる」と確信していたが、2022年1月は25日も休みがあり、泣くほどショックを受ける。
Instagramで「みなみかわ応援アカウント」を開設し、DMでのみなみかわの出演依頼の交渉を始める。東野幸治に「松竹芸能が何もしてくれないから、東野さんのYouTubeに出してください」とDMを送ったところ、それが「イタい」と面白がられ、実際にYouTubeに出演。その他にも千原ジュニア（千原兄弟）、佐久間宣行などにDMを送り仕事に繋げている。妻の“闇営業”をキッカケに次第にさまざまなテレビ番組に呼ばれ、『お笑いアカデミー賞2022』（TBS系列）「最優秀一部で話題賞」にノミネートされる。夫婦で街ブラや不動産をめぐるロケのオファーがあるが、あくまでみなみかわを世に出したいという理由で断っている。DMでの闇営業に専念するため2022年に正社員だったジュエリーの販売店員を退職する。2023年3月21日、合同会社ナンセを設立する。

## 芸風

### アイヒマンスタンダード
- 韓国のアイドルのバックダンサー「ぺ」に扮し韓国あるあるを披露するネタ。途中でマネージャー、オモニ（母親）、アボジ（父親）、ヒョンヌ（息子）、クムジャ（義姉）からの携帯電話が鳴る（「ヨボセヨ」が決め台詞）。携帯電話に向かって披露したネタが滑ったことを「シュールセヨ～」「どんずべりセヨ～」などと愚痴でボケる。電話で金を無心されることが多く、ネタがウケればギャラで工面できるがウケたことは極稀。韓国ドラマファンの母親の影響でこの一連のネタを始めたという。なお、みなみかわ本人は韓国に行った経験はない[46]。
- 後輩の西野（恋愛小説家、現：シンプル）にネタを堂々とパクられる。更に、小森園ひろし、中野（日本パブリック連合、現：日本エレキテル連合）にもネタを丸パクリされてしまった[47]。

### システマ
- ロシアの格闘技「システマ」の呼吸法を使い総合格闘技、ブラジリアン柔術経験者の当時の相方・吉田からどんなにパンチ、キックをされても痛くないという芸[22]。武尊などのプロの格闘家から攻撃を受ける時もある[48]。
- システマ関係者からは「お前、やりすぎだぞ」と忠告されており、「痛くない」のはあくまでみなみかわ個人の見解である[48]。

### 腐り芸
- 主に所属事務所である松竹芸能や先輩への悪口。よゐこの不仲を暴露する[49]、松竹芸能主催の学生芸人賞レースの賞金を少ないという[50]など。「（松竹を）一回潰した方がいい」と「松竹破壊計画」を語ったこともある[51]。
- この芸を行っているせいで、松竹の社員からも目をつけられており、事務所の幹部から「そんなことをやったら松竹の社員がおまえに熱持たなくなるぞ」と3畳程度の部屋で迫られたこともある。なお、みなみかわがイチかバチか「もともと、熱あります？」と聞くとその幹部は黙った[52]。

## 賞レースでの成績

### M-1グランプリ
| 年度             | 結果         | エントリー No. | 会場                     | 日時     | 備考                  |
| ---------------- | ------------ | -------------- | ------------------------ | -------- | --------------------- |
| 2019年（第15回） | 3回戦進出    | 4187           | [東京] ルミネtheよしもと | 11月11日 | 2回戦敗退後、追加合格 |
| 2020年（第16回） | 準々決勝進出 | 2375           | [東京] NEW PIER HALL     | 11月17日 |                       |
| 2021年（第17回） | 準々決勝進出 | 3758           | [東京] ルミネtheよしもと | 11月16日 |                       |

| 年度             | 結果      | エントリー No. | 会場                          | 日時     | 備考 |
| ---------------- | --------- | -------------- | ----------------------------- | -------- | ---- |
| 2022年（第18回） | 2回戦進出 | 5129           | [東京] 雷5656会館ときわホール | 10月19日 |      |

| 年度             | 結果      | エントリー No. | 会場                          | 日時     | 備考 |
| ---------------- | --------- | -------------- | ----------------------------- | -------- | ---- |
| 2022年（第18回） | 2回戦進出 | 4946           | [東京] 雷5656会館ときわホール | 10月19日 |      |

### その他
- R-1ぐらんぷり2008 準決勝進出
- R-1ぐらんぷり2024 準々決勝進出[55]

## 戦績

### アマチュア総合格闘技
| 総合格闘技 戦績 | 総合格闘技 戦績 | 総合格闘技 戦績 | 総合格闘技 戦績 | 総合格闘技 戦績 | 総合格闘技 戦績 | 総合格闘技 戦績 |
| --------------- | --------------- | --------------- | --------------- | --------------- | --------------- | --------------- |
| 1 試合          | (T)KO           | 一本            | 判定            | その他          | 引き分け        | 無効試合        |
| 0 勝            | 0               | 0               | 0               | 0               | 0               | 0               |
| 1 敗            | 0               | 1               | 0               | 0               | 0               | 0               |

| 勝敗 | 対戦相手 | 試合結果                 | 大会名                 | 開催年月日   |
| ×    | シバター | 1R 0:56 ギロチンチョーク | BreakingDown 第1回大会 | 2021年7月4日 |

## 出演

### テレビ
現在のレギュラー番組
- 小峠英二のなんて美だ!（TOKYO MX、2021年10月13日〈12日深夜〉） - キュレーター（進行）として準レギュラー出演
- ラヴィット!（TBSテレビ、2023年12月13日 - ） - 不定期出演
- 伊沢みなみかわのクイズに出ない世界（テレビ朝日、2025年4月1日 - ）

過去のレギュラー番組
- あらびき団（TBSテレビ、2008年4月16日 - 2010年5月11日） - 「アイヒマンスタンダード」として不定期出演
- さらば青春の光のモルック勝ったら10万円（TOKYO MX、2020年10月6日 - 2021年4月2日）
- さらば青春の光のモルックスタジアム!（TOKYO MX、2021年4月9日 - 7月2日）
- キングオブモルックのモルック大作戦!!（TOKYO MX、2021年7月9日 - 2022年10月27日）
- はばたけ!グットクルー!（テレビ大阪、2024年4月8日 - 9月30日） - MC
- 貴女のそばの妖怪ちゃん（テレビ朝日、2024年5月）

バラエティー
- 千鳥の鬼レンチャン（2023年1月29日、フジテレビ）
- お笑い4コマパーティー ロロロロ（2024年6月13日、中京テレビ）
- 太田上田（2024年7月9日・16日、中京テレビ）
- ネプリーグ（2024年8月19日 フジテレビ）
- 月ともぐら（テレビ東京）
- ロンドンハーツ（テレビ朝日）
- ラヴィット!（TBSテレビ）
- 水曜日のダウンタウン（TBSテレビ）
- ゴッドタン（テレビ東京）
- さんまのお笑い向上委員会（フジテレビ）

### テレビドラマ
- 八月は夜のバッティングセンターで。 八回（テレビ東京、2021年9月2日〈1日深夜〉） - 本人 役[57]
- 渋谷先生がだいたい教えてくれる（TOKYO MX、2022年4月5日 - 6月7日） - 藤沢圭太 役[58]
- シネコンへ行こう! 最終話（BS松竹東急、2022年9月26日）
- 信長未満-転生光秀が倒せない- 第3話（テレビ神奈川、2022年11月8日） - 本人 役[59]
- 警視庁追跡捜査係-交錯-（テレビ東京、2023年8月7日） - 黒沢保男 役
- 過保護な若旦那様の甘やかし婚 第1話（2024年5月24日、MBS） - 業者 役

### ラジオ
現在のレギュラー番組
- トイズハート放送局（ラジオ関西、2021年5月2日〈1日深夜〉 - ） - MC
- アッパレやってまーす!（MBSラジオ、2022年4月12日 - ） - 火曜日レギュラー
- 【有料級】みなみかわと大島育宙の炎上喫煙所【Podcast】（Podcast、2022年10月10日 - ）
- 秘密諜報員みなみかわ（TBSラジオ、2025年4月3日 - ） - 冠番組
- moomoo SHOKEN LAUGH & MONEY ～TESTA & MINAMIKAWA～（J-WAVE、2025年4月27日 - ） - 毎月第4日曜放送

過去のレギュラー番組
- スーパー3助とみなみかわの伝家の宝刀抜かせんなラジオ（お笑いラジオアプリGERA、2022年2月5日 - 2023年6月26日）

特別番組
- みなみかわ相談所（RCCラジオ・YouTubeラジオ局PILOT、2021年11月21日）

### ウェブテレビ
- インシデンツ（DMM TV）
  - シーズン1（2022年12月23日）- キートン・ババ役
  - シーズン2（2024年1月19日 - （予定））- 富岡以蔵役
- 大脱出（2023年2月22日、DMM TV）[65]
- ブクロメロン（2023年4月14日 - 、YouTube「代官山メロン」） - MC
- 東京スキャンダルクラブ（2024年3月20日 - 2025年3月12日、FANZA TV）- MC[66]
- シコテッシュ・ドッシーモ（AT-DX）

### 映画
- 劇場版 ほんとうにあった怖い話〜変な間取り〜「エピソード3：林に埋まった映像」（2024年8月9日、NSW） - 主演・栗田 役[67]